# Rossy de Palma
Rossy de Palma, nascida Rosa Elena García Echave
(Palma de Mallorca, 16 de Setembro de 1964), é uma atriz e modelo espanhola.
Musa de Pedro Almodóvar, com quem fez vários filmes, foi ganhadora de várias premiações, entre elas o "Prêmio Especial" do Festival Internacional de Cinema de Locarno, na Suíça, pelo filme "Hors Jeu", de 1998.
A atriz tem um rosto de feições fortes e nariz adunco, o tipo de perfil que se conhece em Espanha vulgarmente como perfil picassiano, contudo afirmou que nunca pensou em se submeter a cirurgia estética porque  se gosta e se aceita como é. Seu biotipo marcante a tornou presença constante em desfiles de Jean-Paul Gaultier e Thierry Mugler.
Em 2015, ela integrou o júri da competição oficial dos longas-metragens no Festival de Cannes 